# 일러강

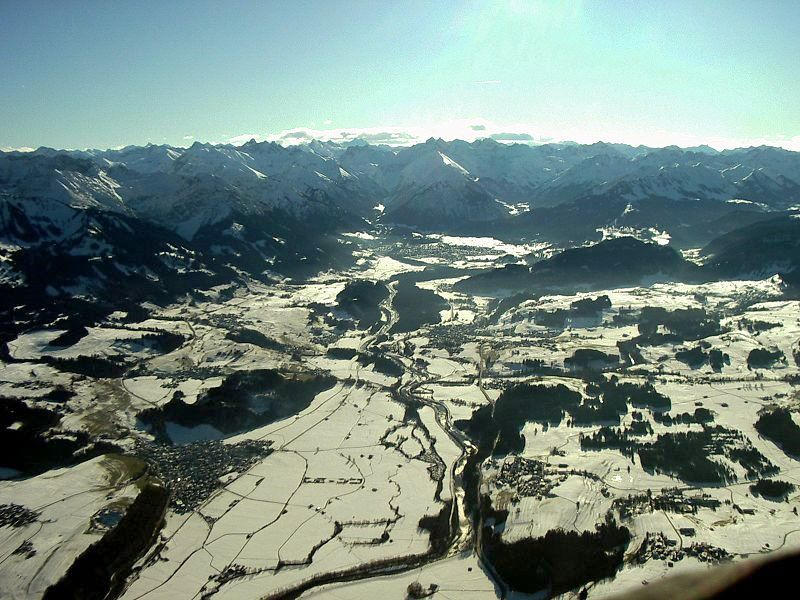
하늘에서 내려다 본 일러강의 모습

일러강(독일어: Iller)은 독일 바이에른주, 바덴뷔르템베르크주에 위치한 강으로 길이는 147 km, 유역 면적은 2,152 km2, 평균 유랑은 90 m3/s이다. 다뉴브강 우안의 지류이다.
오스트리아 국경과 가까운 지점에 위치한 오베르스트도르프(Oberstdorf) 인근의 알프스산맥 지대에서 발원하여 바이에른주, 바덴뷔르템베르크주를 북쪽 방향으로 흐른다. 바덴뷔르템베르크주의 울름에서 다뉴브강과 합류한다.